# Trachycephalus mesophaeus
Trachycephalus mesophaeus är en groddjursart som först beskrevs av Reinhold Friedrich Hensel 1867.  Trachycephalus mesophaeus ingår i släktet Trachycephalus och familjen lövgrodor. IUCN kategoriserar arten globalt som livskraftig. Inga underarter finns listade i Catalogue of Life.